# Kustovnica
Kustovnica (vučac, crni trn; Lat. Lycium), biljni rod iz porodice krumpirovki (pomoćnica (Solanaceae). Pripada mu 99 vrsta iz velikih dijelova Euroazije, Afrike, Sjeverne i Južne Amerike i Australije. To su uglvnom bodljikavi grmovi, dvospolni ili dvodomni.
U Hrvatskoj postoje 4 vrste: isprepletena kustovnica (Lycium intricatum), obična kustovnica (Lycium europaeum), bodkastolistna kustovnica (Lycium barbarum) i kineska kustovnica (Lycium chinense).
Rod Lycium danas se uključuje u tribus Lycieae, a ponekad (Michael Hassler) u Nolaneae s rodovima Sclerophylax i Nolana

## Vrste
1. Lycium afrum L., afrički vučac
2. Lycium amarum Lu Q. Huang
3. Lycium ameghinoi Speg.
4. Lycium americanum Jacq.
5. Lycium amoenum Dammer
6. Lycium anatolicum A. Baytop & R. R. Mill
7. Lycium andersonii A. Gray
8. Lycium arenicola Miers
9. Lycium armatum Griff.
10. Lycium arochae F. Chiang, T. Wendt & E. J. Lott
11. Lycium athium Bernardello
12. Lycium australe F. Muell.
13. Lycium barbarum L., bodkastolistna kustovnica, obični vučac
14. Lycium berlandieri Dunal
15. Lycium boerhaaviifolium L. fil.
16. Lycium bosciifolium Schinz
17. Lycium brevipes Benth.
18. Lycium bridgesii (Miers) R. A. Levin, Jill S. Mill. & Bernardello
19. Lycium californicum Nutt. ex A. Gray
20. Lycium carolinianum Walter
21. Lycium cestroides Schltdl.
22. Lycium chanar Phil.
23. Lycium chilense Bertero, čileanski vučac
24. Lycium chinense Mill.,  kineska kustovnica
25. Lycium ciliatum Schltdl.
26. Lycium cinereum Thunb.
27. Lycium cochinchinense Lour.
28. Lycium cooperi A. Gray
29. Lycium cuneatum Dammer
30. Lycium cyathiforme C. L. Hitchc.
31. Lycium cylindricum Kuang & A. M. Lu
32. Lycium dasystemum Pojark.
33. Lycium decumbens Welw. ex Hiern
34. Lycium densifolium Wiggins
35. Lycium depressum Stocks
36. Lycium deserti Phil.
37. Lycium distichum Meyen
38. Lycium edgeworthii Dunal
39. Lycium eenii S. Moore
40. Lycium elliotii Dammer
41. Lycium elongatum Miers
42. Lycium europaeum L., obična kustovnica, trnasti vučac
43. Lycium exsertum A. Gray
44. Lycium ferocissimum Miers
45. Lycium flexicaule Pojark.
46. Lycium fremontii A. Gray
47. Lycium fuscum Miers
48. Lycium gariepense A. M. Venter
49. Lycium geniculatum Fernald
50. Lycium gilliesianum Miers
51. Lycium glomeratum Sendtn.
52. Lycium grandicalyx Joubert & Venter
53. Lycium hantamense A. M. Venter
54. Lycium hassei Greene
55. Lycium hirsutum Dunal
56. Lycium horridum Thunb.
57. Lycium humile Phil.
58. Lycium infaustum Miers
59. Lycium intricatum Boiss., isprepletena kustovnica
60. Lycium kopetdaghi Pojark.
61. Lycium leiospermum I. M. Johnst.
62. Lycium leiostemum Wedd.
63. Lycium macrodon A. Gray
64. Lycium makranicum Schönb.-Tem.
65. Lycium martii Sendtn.
66. Lycium megacarpum Wiggins
67. Lycium minimum C. L. Hitchc.
68. Lycium minutifolium J. Rémy
69. Lycium ningxiaense R. J. Wang & Q. Liao
70. Lycium nodosum Miers
71. Lycium oxycarpum Dunal
72. Lycium pallidum Miers
73. Lycium parishii A. Gray
74. Lycium petraeum Feinbrun
75. Lycium pilifolium C. H. Wright
76. Lycium puberulum A. Gray
77. Lycium pubitubum C. L. Hitchc.
78. Lycium pumilum Dammer
79. Lycium qingshuigeense Xu L. Jiang & J. N. Li
80. Lycium rachidocladum Dunal
81. Lycium repens Speg.
82. Lycium ruthenicum Murray
83. Lycium sandwicense A. Gray
84. Lycium schaffneri A. Gray ex Hemsl.
85. Lycium schizocalyx C. H. Wright
86. Lycium schreiteri F. A. Barkley
87. Lycium schweinfurthii Dammer
88. Lycium shawii Roem. & Schult.
89. Lycium shockleyi A. Gray
90. Lycium sokotranum Wagner & Vierh.
91. Lycium stenophyllum J. Rémy
92. Lycium strandveldense A. M. Venter
93. Lycium tenuispinosum Miers
94. Lycium tetrandrum Thunb.
95. Lycium texanum Correll
96. Lycium torreyi A. Gray
97. Lycium truncatum Y. C. Wang
98. Lycium villosum Schinz
99. Lycium vimineum Miers
100. Lycium yunnanense Kuang & A. M. Lu
101. Lycium × argentino-cestroides Hieron. ex Seckt
102. Lycium × ciliato-elongatum Bernardello